# 弘前市立博物館
弘前市立博物館（ひろさきしりつはくぶつかん）は、青森県弘前市にある博物館である。

## 概要
弘前市立博物館は、弘前公園内に立地し、施設のほど近くには弘前市民会館がある。
前川國男が設計し、1976年8月10日に竣工、翌1977年の4月20日に開館した。
「城がある公園」という敷地の特性を活かし、室内からお城の櫓が見えるように配慮されている。
1998年、建物が公共建築百選に選出された。
2010年、当時すでに築50年を経過していた弘前市民会館の改修工事の計画が立ち上がる。それとともに、市民会館から電気・空調の供給を受けていた当施設も設備の更新をすることが望ましいとして、2012年12月から、開館以来使われてきた機械設備等の更新を含む改修工事を実施。2014年4月5日にリニューアルオープンした。

## 展示物
弘前藩津軽家の旧蔵品をはじめ、弘前藩政下で育まれた歴史、美術工芸資料を系統的に展示するとともに、津軽地方で培われた伝統や文化にスポットをあて、資料や文化遺産、郷土ゆかりの先人の事績などを紹介している。
収蔵数は2022年3月の時点で約20,000点を数える。

### 考古
1960年に弘前市の十腰内遺跡から出土した「猪形土製品」を、2014年4月から常設展示している。
縄文時代後期に作られた猪型の土器で、2011年6月、国の重要文化財に指定された。
見た目のかわいらしさから、「いのっち」という愛称が付けられ、同じ名前のマスコットキャラクターも誕生した。

## アクセス
- 東北自動車道 大鰐弘前インターチェンジより30分
- 土手町循環100円バス 「市役所前」で下車、徒歩5分

## 関連施設
- 弘前城
- 弘前公園
- 弘前市民会館